# Beatrice Schumacher
Beatrice Schumacher (* 1963) ist eine Schweizer Historikerin.
Beatrice Schumacher studierte 1983–1990 Geschichte, Kunstgeschichte und Deutsche Linguistik an der Universität Basel. Ab 1994 absolvierte sie ein Promotionsstudium in Basel sowie an der HU Berlin und der Technischen Universität Berlin, das sie 2000 erfolgreich beendete. Ihre Doktorarbeit trägt den Titel „Ferien. Interpretationen und Popularisierung eines Bedürfnisses, Schweiz 1890–1950“ (publiziert 2002). Seit ihrer Promotion ist sie als selbstständige Historikerin, Autorin und Dozentin tätig. Sie war 2012–2015 Geschäftsführerin des Vereins Basler Geschichte.

## Publikationen (Auswahl)
- Vereine in der Schweiz – die Schweiz und ihre Vereine. Ein historischer Überblick. Hg. von Cornelia Hürzeler im Auftrag des Migros-Kulturprozent. Fachstelle vitamin B, Zürich 2017.
- Kleine Geschichte der Stadt Luzern. hier + jetzt, Baden 2015.
- Engagiert unterwegs. 100 Jahre Naturfreunde Schweiz. 1905–2005. hier+jetzt, Baden 2005.
- In Bewegung. Geschichte der Gemeinde Emmen. Band 2: 19. und 20. Jahrhundert. Die Region, Emmenbrücke 2004.
- «Ferien». Interpretationen und Popularisierung eines Bedürfnisses. Schweiz 1890–1950. Böhlau, Wien 2002  (= zugl. Diss. Univ. Basel 2000)
- «Auf Luft gebaut». Die Geschichte des Luftkurortes Langenbruck 1830–1914. Verlag des Kantons Basel-Landschaft, Liestal 1992, ISBN 978-3-85673-229-5. (= Quellen und Forschungen und Landeskunde des Kantons Baselland, Bd. 42.) (= Lizentiatsarbeit Univ. Basel)